# Leptura zonifera
Leptura zonifera är en skalbaggsart som först beskrevs av Blanchard 1871.  Leptura zonifera ingår i släktet Leptura och familjen långhorningar. Inga underarter finns listade i Catalogue of Life.